# Фицрой, Генри, 12-й герцог Графтон
Генри Оливер Чарльз Фицрой, также известен как Гарри Графтон (англ. Henry Oliver Charles FitzRoy; родился 6 апреля 1978, Лондон, Великобритания) — британский аристократ, 12-й герцог Графтон, 12-й граф Юстон, 12-й виконт Ипсуич, 12-й барон Садбери с 2011 года (до этого носил титул учтивости виконт Ипсуич). Музыкальный продюсер.

## Биография
Генри Фицрой принадлежит к побочной ветви королевской династии Стюартов, первый представитель которой был бастардом короля Англии и Шотландии Карла II. Он родился 6 апреля 1978 года в Лондоне и стал единственным сыном Джеймса Фицроя, графа Юстона, и Клэр Керр, дочери 12-го маркиза Лотиана. В 2009 году Генри потерял отца, в 2011 году, когда умер его дед Хью, 11-й герцог Графтон, стал 12-м герцогом.
Получив образование в школе Хэрроу и Эдинбургском университете, Фицрой провёл год в аспирантуре Королевского сельскохозяйственного колледжа в Сайренсестере, изучая управление недвижимостью. В 2002—2004 годах он работал в США (радиоведущим в Нашвилле, штат Теннесси, в 2005—2006 — координатором мерчандайзинга the Rolling Stones в туре A Bigger Bang. В 2007 году Фицрой переехал в Лондон, в 2009, в связи со смертью отца, вернулся в Саффолк, чтобы управлять поместьем Юстон.

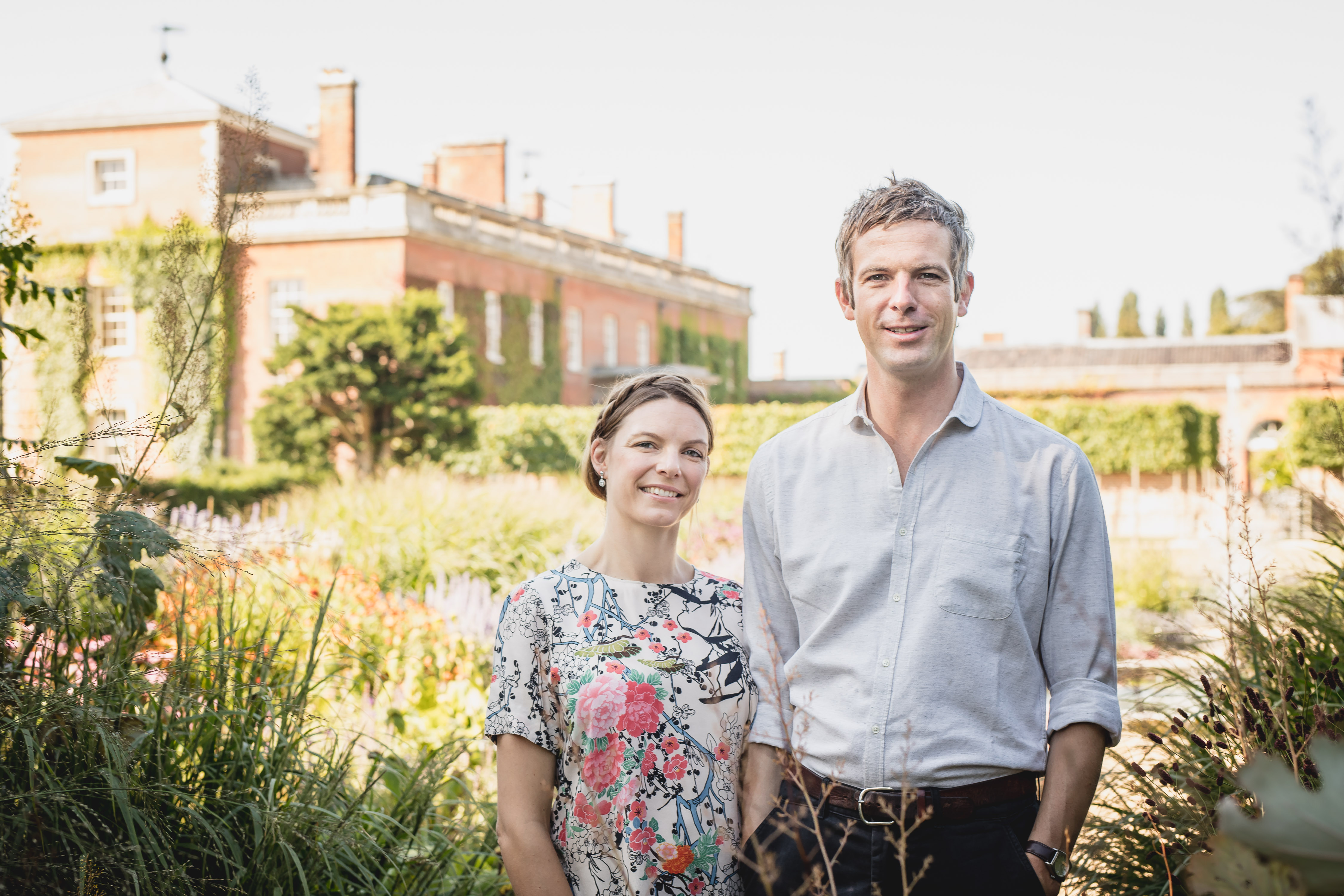
Герцог и герцогиня Графтон перед Юстон-холлом

14 августа 2010 года Фицрой, носивший тогда титул учтивости виконт Ипсвич, женился на Оливии Маргарет Слейден. В этом браке родились трое детей:
- Альфред Джеймс Чарльз, граф Юстон (26 декабря 2012)[6];
- Розетта Кристина Клэр (20 июля 2015);
- Рэйф (16 марта 2017).